# Tre anni di successi
Tre anni di successi è un album raccolta della cantante italiana Fiorella Mannoia, pubblicato nel 1987 per la Durium (Catalogo: DAL 1540) e prodotto da Piero Fabrizi.

## Tracce
Lato A
1. Margherita – 4:22 (Riccardo Cocciante e Marco Luberti)
2. L'aiuola – 3:16 (testo: Mogol – musica: Mario Lavezzi)
3. Canto e vivo – 4:13 (testo: Oscar Avogadro – musica: Piero Fabrizi)
4. Come si cambia – 3:45 (testo: Maurizio Piccoli – musica: Renato Pareti)
5. Bene caro – 4:20 (testo: Mogol – musica: Piero Fabrizi)

Durata totale: 19:56
Lato B
1. Amore bello – 4:50 (testo: Claudio Baglioni – musica: Claudio Baglioni e Antonio Coggio)
2. Sorvolando Eilat – 3:40 (testo: Mogol – musica: Piero Fabrizi)
3. Momento delicato – 4:27 (testo: Mogol – musica: Mario Lavezzi)
4. Nell'etereo mondo dei fiordalisi – 3:27 (testo: Mogol – musica: Mario Lavezzi)
5. Basta innamorarsi ancora di te – 3:49 (testo: Oscar Avogadro – musica: Mario Lavezzi)

Durata totale: 20:13